# Герб Терезиного
Герб Терезиного — один з офіційних символів селища міського типу Терезине Білоцерківського району Київської області. 
Автор — Євген Чернецький.

## Опис
Гербовий щит має чотирикутну форму з півколом в основі.
|  | Щит перетятий лазуровим та червоним. У першій частині три червоних мисливських ріжки із золотою оправою, покладені у коло; унизу срібний кінь, що біжить. Щит обрамований декоративним картушем і увінчаний золотою сільською короною. |

## Символіка
Знак родового герба Тромби князів Радзівіллів, розташований у верхньому, головному полі, нагадує про княжну Терезу Радзівілл, ім'ям якої назване селище.
Крім того, три мисливські труби цього знаку опосередковано символізують також мисливське господарство. Срібний кінь у нижньому полі є символом Катеринівського кінного заводу.